# Wolfleoz von Konstanz
Wolfleoz von Konstanz, auch „Wolleozzus“ (811 erstmals erwähnt; † 15. März 838 oder 839 in Konstanz) war von 811 bis 838/39 Bischof des Bistums Konstanz und von 812 bis 816 Abt des Klosters St. Gallen.

## Wirken

### Bischof von Konstanz
Nach dem Tod Eginos wurde Wolfleoz 811 Bischof von Konstanz. 816 nahm er an der Translation der Reliquien des als Märtyrer verehrten Trudpert teil und weihte aus diesem Anlass vermutlich auch die neuerrichtete Klosterkirche in St. Trudpert. Im selben Jahr wirkte er auch bei der Einweihung der unter Abt Haito neuerbauten Abteikirche des Klosters Reichenau mit. 829 nahm Wolfleoz an der von Ludwig dem Frommen einberufenen Synode in Mainz teil. 835 war er Mitkonsekrator der unter Abt Gozbert errichteten St. Galler Klosterbasilika.

### Abt von St. Gallen
Nach dem Tod von Abt Werdo am 30. März 812 übernahm Wolfleoz gegen den Willen der St. Galler Konventsmitglieder auch das Amt des Abtes von St. Gallen. Seine Machtstellung versuchte er auszubauen, indem er Klosterämter an Laien vergab, die ihm treu ergeben waren. Aus diesem Grund beschlossen die St. Galler Mönche, sich mit einer Klage an Kaiser Ludwig den Frommen zu wenden, was die allmähliche Ablösung des Klosters St. Gallen von der Konstanzer Bischofskirche einleitete. Wolfleoz versuchte zwar, mithilfe einer gefälschten Urkunde seine Rechte durchzusetzen, hatte damit aber keinen Erfolg. 816 wählte der Konvent in freier Wahl Gozbert zum Abt von St. Gallen. 818 verlieh Ludwig der Fromme dem Kloster St. Gallen die Immunität und damit auch den Status eines Reichsklosters sowie die Unabhängigkeit von Konstanz.